# Рополо
Ро̀поло (на италиански: Roppolo; на пиемонтски: Ròpo, Ропо) е село и община в Северна Италия, провинция Биела, регион Пиемонт. Разположено е на 307 m надморска височина. Населението на общината е 934 души (към 2010 г.).